# Michelin

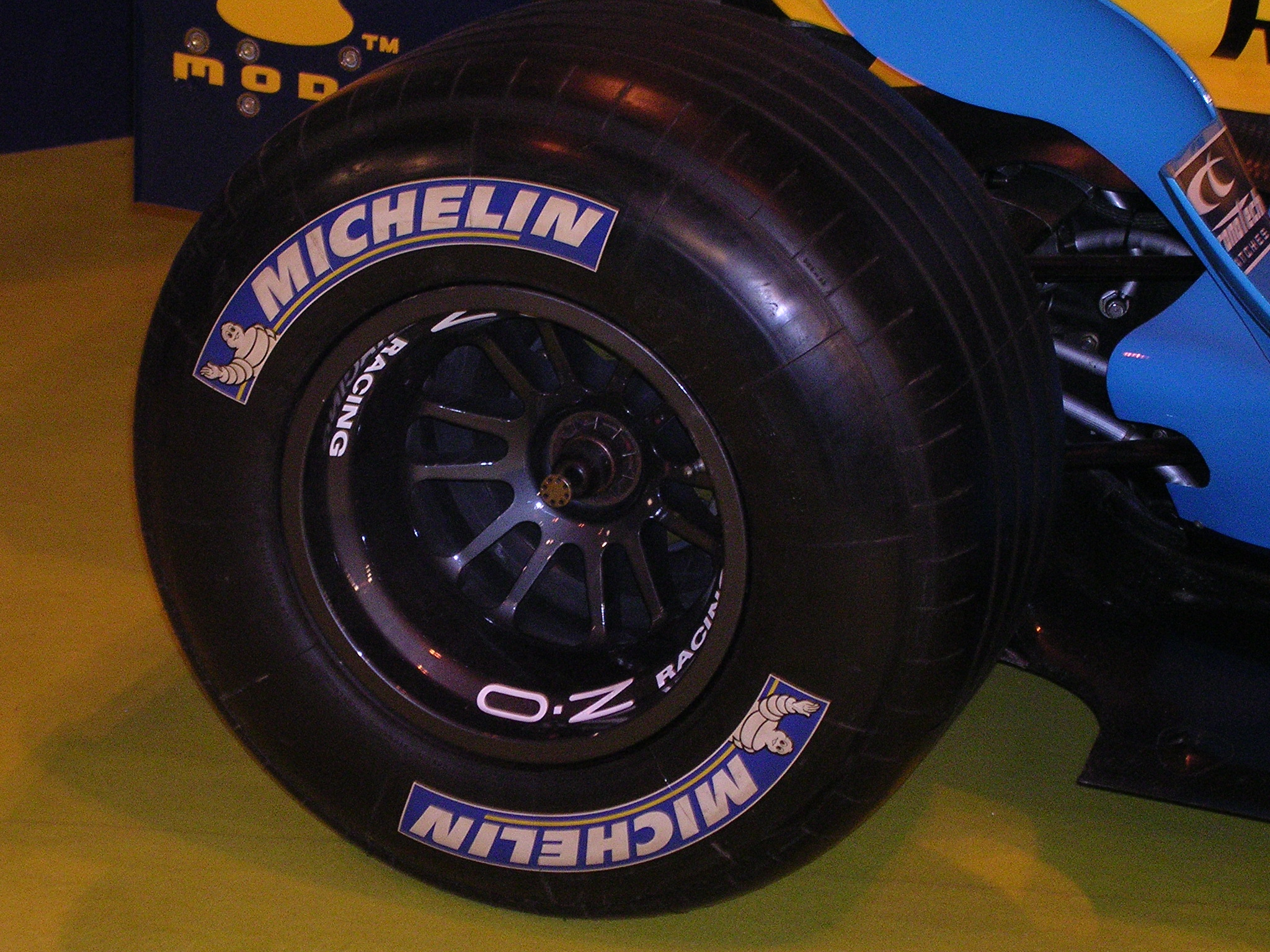
Pneumàtic Michelin de Fórmula 1

Michelin, oficialment Manufacture Française des Pneumatiques Michelin, és, principalment, un fabricant de pneumàtics fundat l'any 1889 a la ciutat occitana de Clarmont d'Alvèrnia.
Actualment és considerat, junt amb Bridgestone, el fabricant de pneumàtics més important del món. A més a més, Michelin participa en diverses categories d'automobilisme, principalment al Campionat del món de motociclisme i en la Fórmula 1.
A data de 2007, Michelin posseeix el record del pneumàtic més gran fabricat, es tracta dels pneumàtics 59/80R63 amb els quals s'equipa el bolquet gegant de Caterpillar model 797B, utilitzat en excavació minera. Cada pneumàtic pesa 5 tones, té 4 metres i mig de diàmetre i 1,48 metres d'amplada, amb una pressió d'inflat de 6,5 bar, amb un cost al mercat de 30.000 euros.
Com activitat secundària, Michelin realitza edicions de guies turístiques, guies gastronòmiques i mapes de carreteres, essent la més venguda la coneguda Guia Michelin, a la venda des de l'any 1900. Recentment s'ha introduït en el mercat del programari d'ajuda a la conducció mitjançant GPS i confecció automàtica de rutes per carretera a través de la web.

## Breu història
El 28 de maig de 1889 es crea oficialment la societat mercantil Michelin, amb Édouard Michelin com primer gerent, secundat pel seu germà André, fent-se càrrec de l'empresa de material agrícola fundada pel seu avi, Aristide Barbier, i el seu cosí. Quan els germans Michelin arriben a l'empresa, la producció de la mateixa es basa en la producció de la pastilla de fre anomenada The Silent.
Gràcies a la visita a la fàbrica d'un ciclista per proveir-se del necessari per reparar una punxada, Édouard Michelin comença a rumiar en la idea d'un pneumàtic reparable amb facilitat. L'any 1891 Édouard patenta el seu nou pneumàtic per bicicleta, popularitzat pel ciclista Charles Théry a la carrera París-Brest-París, on fou el primer i únic competidor en utilitzar-lo, conquerint la prova i el favor del públic. Un any més tard més de 10.000 ciclistes usaran pneumàtics Michelin.
La primera incursió en el món de l'automòbil serà l'any 1895, quan Michelin llençarà un pneumàtic semblant al de la bicicleta, enfront de les rodes massisses de l'època. L'èxit del nou pneumàtic a la prova Paris-Bordeus-Paris llençarà novament a Michelin a l'estrellat. Després de l'experiència de la carrera Paris-Bordeus-Paris, les victòries dels automòbils equipats amb Michelin se succeeixen ràpidament: Paris-Marsella-Paris (1896), Marsella-Niça (1897), Paris-Amsterdam-Paris (1898), el Tour de França automobilístic (1899), Paris-Tolosa-Paris (1900), Paris-Berlín (1901), Paris-Viena (1902) i Paris-Madrid (1903).
Des d'aleshores, els pneumàtics Michelin es convertiren en un referent pels automòbils, esdevenint una de les principals marques productores i innovadores, implantant-se ràpidament per tot Europa i Nord-amèrica, tot ampliant horitzons en els avions, maquinària agrícola, maquinària pesant i tramvies.

## La mascota i els mixelins
La mascota de la companyia és en Bibendum, un personatge de color blanc format per una pila de pneumàtics. De la forma palpissos arrodonits d'aquesta simpàtica mascota ha derivat el fet de donar el nom de mixelins als sacsons de carn al voltant de la cintura de les persones.